# St. Martin (Cappel)

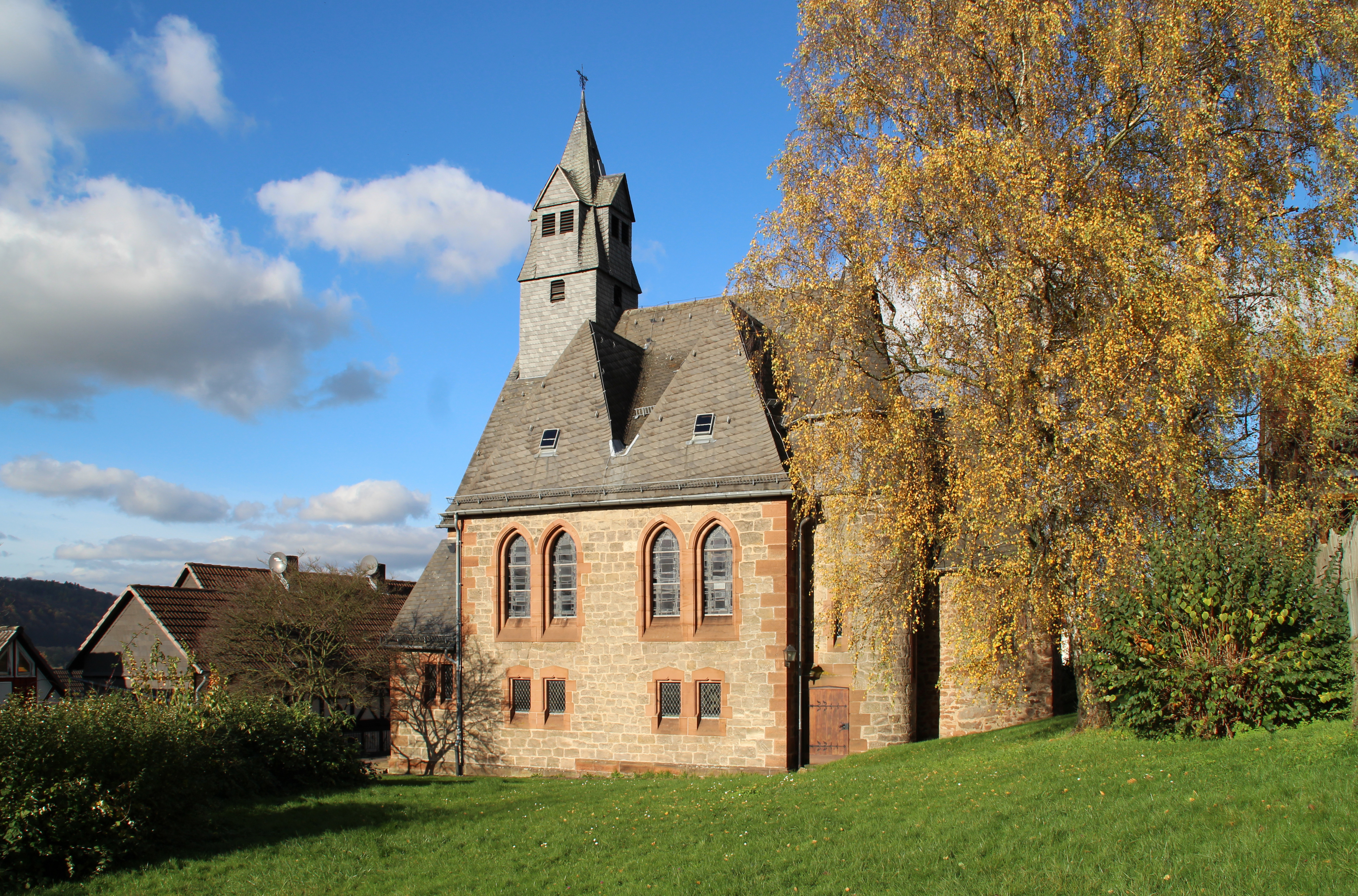
Kirche von Süden

St. Martin ist die evangelische Pfarrkirche im Marburger Stadtteil Cappel (Hessen). Die denkmalgeschützte Saalkirche im Stil des Historismus aus dem Jahr 1900 mit Chorflankentürmen, Dachreiter und aufwendiger Dachlandschaft hat einen dreiseitigen Chorschluss im Osten, der aus spätgotischer Zeit stammt und von dem Vorgängerbau übernommen wurde.

## Geschichte

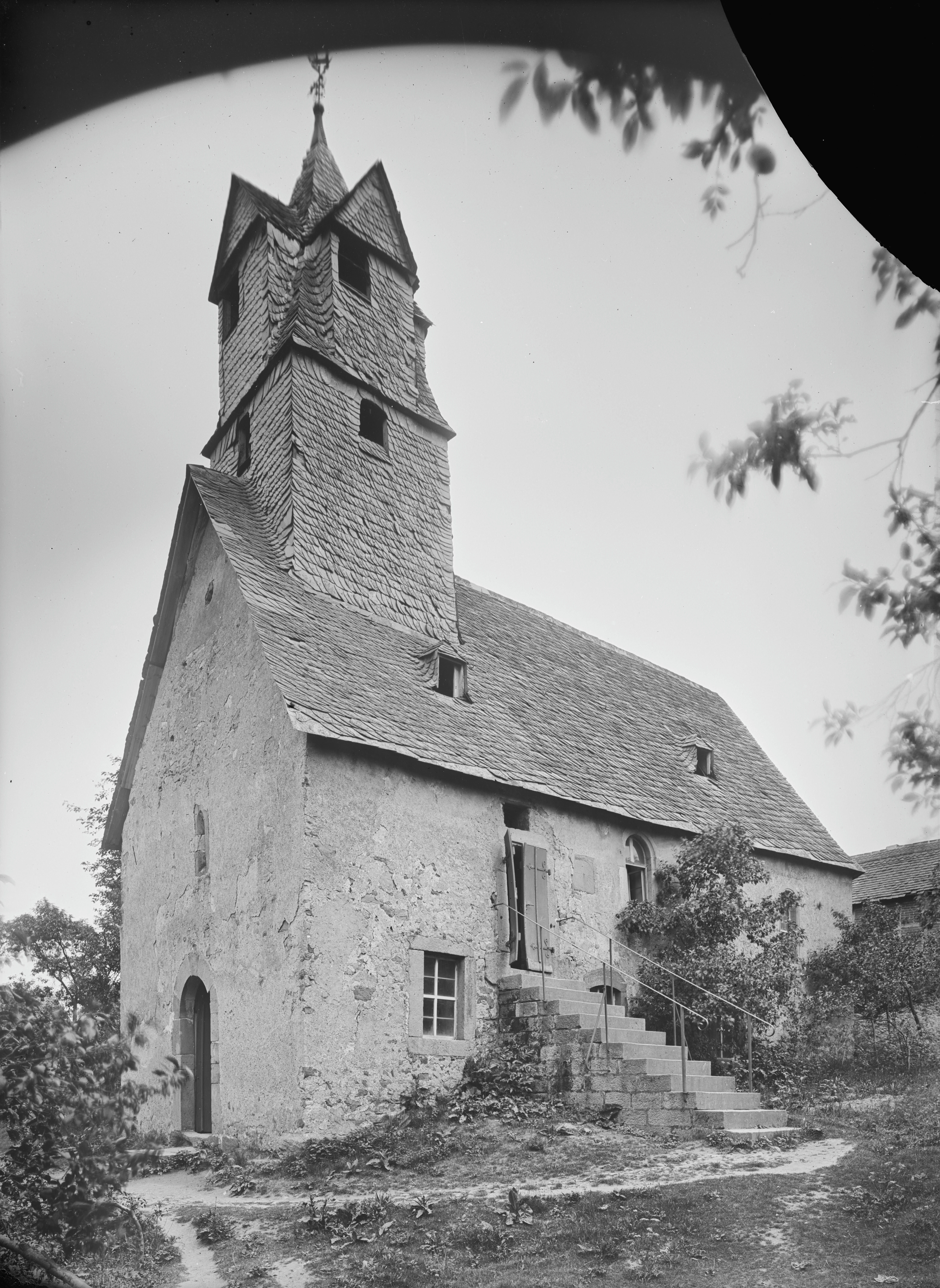
Kirche im Jahr 1869 von Südwesten

In spätromanischer Zeit wurde um 1250 eine Kirche errichtet, die um 1300 einen polygonalen Chor erhielt. Die Kirche unterstand dem Patrozinium des heiligen Martin von Tours, des fränkisch-merowingischen Volkspatrons, das für das Jahr 1517 nachgewiesen ist. Neben dem Hauptaltar des heiligen Martin im Chorraum gab es außerhalb des Chors einen zweiten Altar, der im Jahr 1387 Maria und den Heiligen Stephan und Antonius geweiht wurde. In spätmittelalterlicher Zeit unterstand Cappel dem Erzpriestersitz (Sedes) und Sendgericht in Oberweimar in Dekanat Amöneburg, das dem Archidiakonat St. Stephan in der Erzdiözese Mainz zugeordnet war.
Mit Einführung der Reformation wechselte Cappel 1527 zum evangelischen Bekenntnis. Als erster evangelischer Pfarrer wirkte Heinrich Krug in Cappel (1517–1547), der 1527 nochmals Theologie an der neu gegründeten Marburger Universität studierte. Die Gemeinde führte im Jahr 1605 den reformierten Gottesdienst ein und entfernte vermutlich in dieser Zeit den Stephansaltar. Im 17. Jahrhundert wurde der Dachreiter errichtet oder erneuert. Die Pfarrei wurde ab 1605 von Marburg aus versehen, bis 1624 wieder das lutherische Bekenntnis eingeführt wurde. Im Jahr 1701 wurde eine reformierte Gemeinde in Cappel gegründet, die bis 1715 von Marburg aus versorgt wurde und dann einen eigenen Pfarrer erhielt. Die Cappeler Kirche diente als Simultankirche, bis 1947 beide Gemeinden vereinigt wurden.
Aufgrund des Bevölkerungsanstiegs Ende des 19. Jahrhunderts und des schlechten Bauzustands wurde 1896 ein Neubau genehmigt. Einbezogen wurden der spätgotische Chor und der Dachreiter. Im Jahr 1899 folgte der Abriss des im Kern romanischen Schiffs. Aufgrund der Hanglage und der angrenzenden Privathäuser war eine Verlängerung der Kirche nach Westen nur eingeschränkt möglich, sodass die neue Kirche breiter als lang gebaut wurde.
Die im Zweiten Weltkrieg für Rüstungszwecke abgelieferten Glocken wurden 1950 ersetzt. 1953 folgte eine Renovierung der Kirche. 1964/1965 wurde eine elektrische Heizung und 1966 eine neue Orgel eingebaut. Nach dem Zusammenschluss der Kirchengemeinde Ronhausen-Bortshausen am 1. Januar 2012 zu einem Kirchspiel folgte zum 1. Dezember 2012 die Eingliederung von Beltershausen. Das Cappeler Kirchspiel mit insgesamt etwa 4480 Gemeindegliedern wird von zwei Pfarrstellen versorgt. Die Gemeinde gehört zum Kirchenkreis Marburg innerhalb der Evangelischen Kirche von Kurhessen-Waldeck.

## Architektur

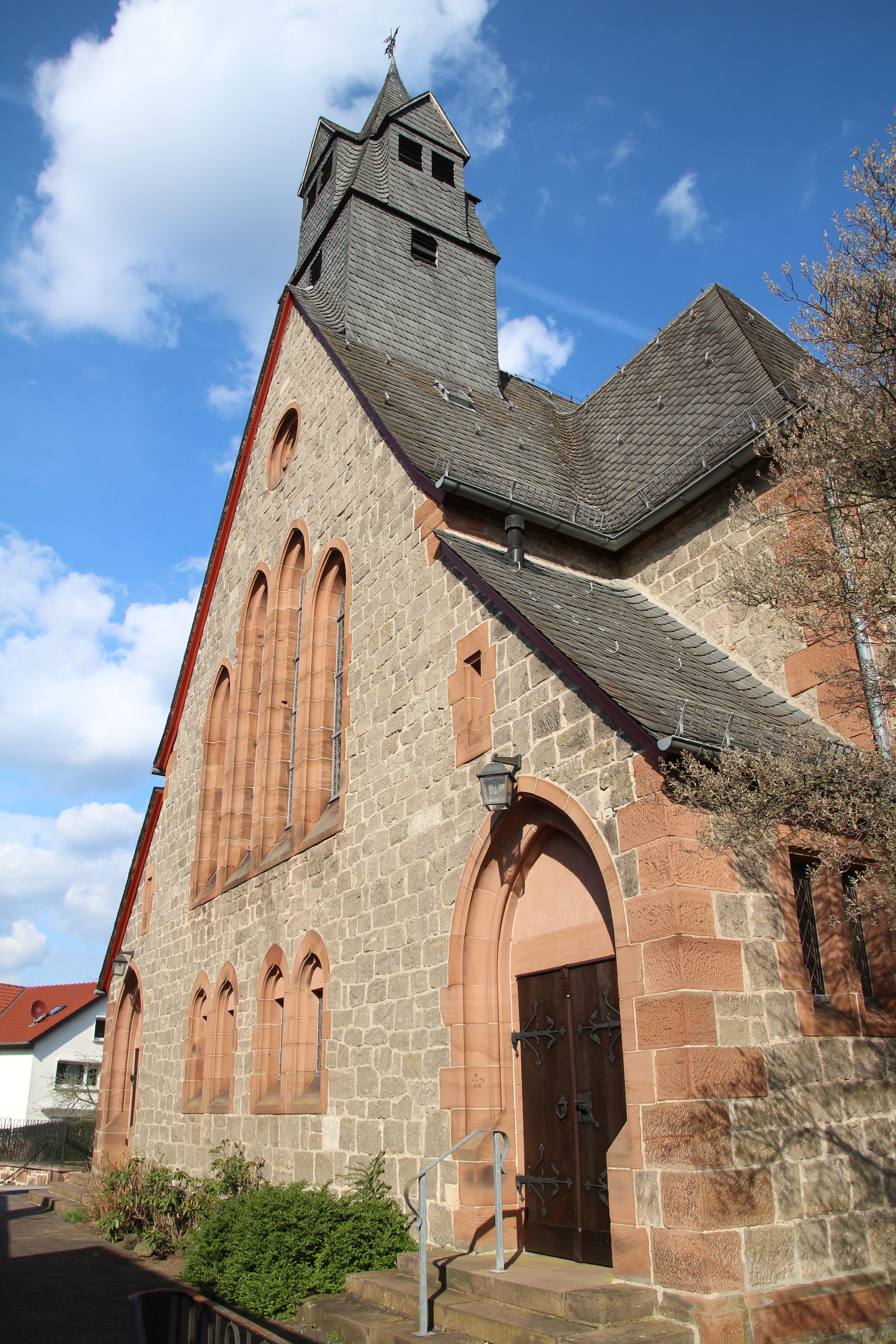
Westansicht mit barockem Dachreiter der Vorgängerkirche

Die geostete, unverputzte Saalkirche mit Eckquaderung und profilierten Gewänden aus rotem Sandstein ist im alten Ortszentrum in Hanglage errichtet. Die massiv aufgemauerte Kirche steht inmitten des ehemaligen Friedhofs, der von einer Mauer eingefriedet ist. Architekt war der Marburger Kreisbauinspektor Karl Hippenstiel. Durch den historisierenden Neubau gelang es, die verschiedenen Baukörper aufeinander zu beziehen, die durch eine differenzierte beschieferte Dachlandschaft abgeschlossen werden.
Beibehalten wurden der spätgotische polygonale Chor aus der Zeit um 1300 und der barocke Dachreiter. Der Dreiachtelschluss ist gegenüber dem neuen Schiff eingezogen und niedriger. Im Inneren ruht das Kreuzrippengewölbe auf maskenförmigen Konsolen. Die Vorgängerkirche war ein schlichter Rechteckbau (8,75 Meter × 5,38 Meter) mit Satteldach und Dachreiter im Westen. Der Chor hatte dieselbe Höhe und Breite wie das Schiff. Durch ein rundbogiges Westportal (2,60 Meter × 1,20 Meter) wurde die Kirche erschlossen. Eine hohe Außentreppe an der Südseite ermöglichte den Zugang zur Empore. Das neue Schiff wurde auf 14,10 Meter verbreitert und auf 10,80 Meter verlängert.
In der Nordostecke ist eine Sakristei auf quadratischem Grundriss angebaut. Sakristei und Ostabschluss werden von zwei runden schlanken Chorflankentürmen flankiert, die als Aufgänge zu den Emporen dienen und durch eine schlichte Rechtecktür erschlossen werden. Die Chortürme haben achtseitige Spitztürme, denen eine Spitze aufgesetzt ist.
Der Innenraum wird durch Fenster entsprechend den Emporen zweizonig belichtet. An den Langseiten sind im oberen Bereich vier schmale spitzbogige und unten vier kleine hochrechteckige Fenster eingelassen, in der westlichen Giebelseite oben vier Spitzbogenfenster, von denen die mittleren beiden überhöht sind. Im unteren Bereich der Westseite haben die Rechteckfenster kielbogenförmige Blendnischen. Das Giebeldreieck hat ein kleines Rundfenster mit Fischblasenmotiv im Maßwerk. Dem Westgiebel ist ein vierseitiger, vollständig verschieferter Dachreiter aufgesetzt, der als Glockenturm dient. Der quaderförmige Schaft hat vier kleine Schalllöcher. Der vierseitige Spitzhelm wird durch vier große Gauben mit Dreiecksgiebel und je zwei kleinen Schalllöchern beherrscht, die wie Wichhäuschen erscheinen. Ein verziertes, schmiedeeisernes Kreuz mit Wetterfahne bekrönt den Helm. Die Kirche wird durch zwei Westportale unter einem kleinen Pultdach erschlossen. Sie haben zweiflügelige Türen mit Eisenbeschlägen und ein spitzbogiges Tympanon.

## Ausstattung
Das Schiff wird von einer flachen Holztonne überwölbt. Das Tonnengewölbe wird von Querbalken gestützt, die teils auf achtseitigen Holzpfosten ruhen. Die dreiseitig umlaufende Empore mit kassettierten Füllungen spiegelt die zweizonige Fensteranordnung wider. Die Westempore dient als Aufstellungsort der Orgel. Das hölzerne Kirchengestühl im Schiff lässt einen Mittelgang frei.
Der Chor ist gegenüber dem Schiff um drei Stufen erhöht. Der mittelalterliche Blockaltar und das pokalförmige Taufbecken wurden aus der alten Kirche übernommen. Der polygonale Kanzelkorb aus Eichen- und Kiefernholz am nördlichen Chorbogen hat profilierte Gesimskränze. Zwischen Halbsäulen mit kubischen Basen und verzierten Kapitellen tragen die Kanzelfelder Maßwerk mit Nonnenköpfen im Stil der Neugotik. Der steinerne Fuß wurde dem spätgotischen Fuß der Vorgängerkanzel nachgebildet.

## Orgel

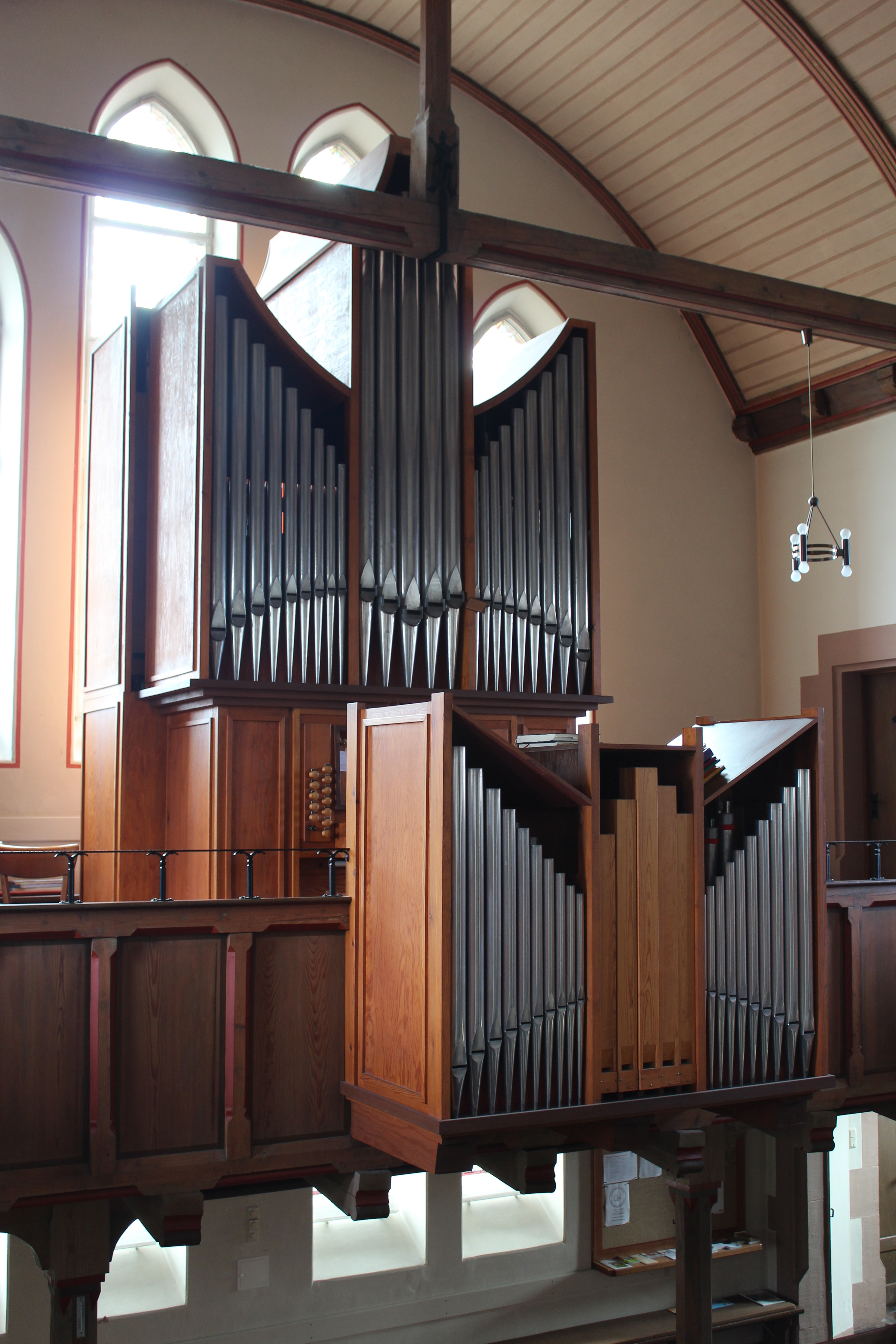
Die Böttner-Orgel von 1966

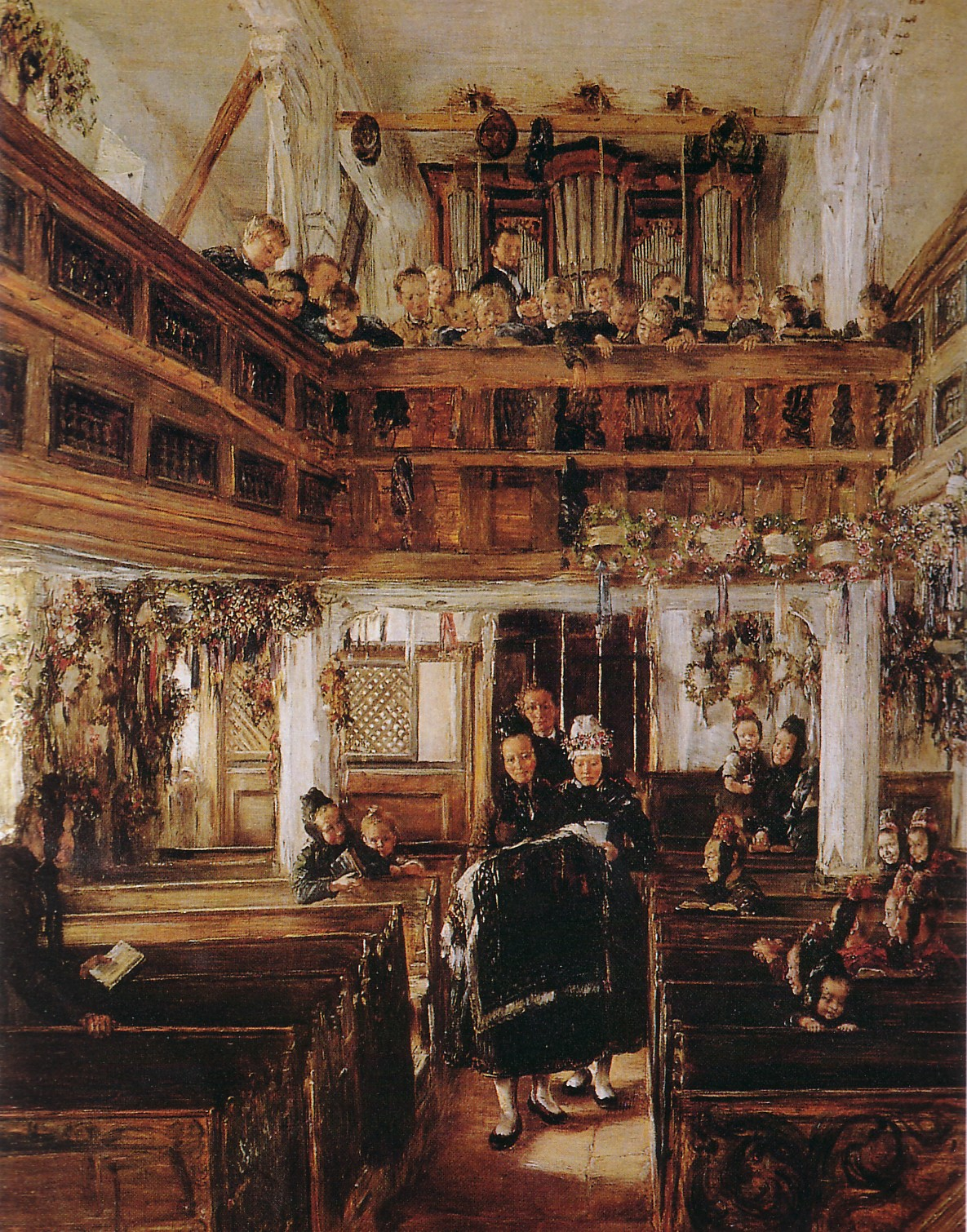
Die nicht erhaltene Orgel der Vorgängerkirche ist auf einem Gemälde von Otto Piltz aus dem Jahr 1879 noch zu sehen

Auf einem Ölgemälde von Otto Piltz mit dem Titel Kindtaufe in der Cappeler Kirche, das im Jahr 1879 entstand, ist noch die nicht erhaltene Orgel in der Vorgängerkirche zu sehen.
Im Zuge des Kirchenneubaus schaffte die Gemeinde eine neue Orgel der Licher Firma Förster & Nicolaus an, die am 24. Juni 1901 eingeweiht wurde. Das Instrument verfügte über zehn Register, die auf zwei Manuale und Pedal verteilt waren.
Die Orgel wurde 1966 durch einen Neubau der Werkstatt Orgelbau Böttner ersetzt. Der dreiachsige, flächige Prospekt hat im Hauptwerk ein überhöhtes Mittelfeld mit trapezförmiger Spitze, das von zwei harfenförmigen Pfeifenfeldern flankiert wird, die nach außen ansteigen. Das Mittelfeld des Rückpositivs zeigt die Holzpfeifen des Gedackts, an das sich zwei trapezförmige Felder anschließen. Das Pedal ist hinterständig aufgestellt. Die Trakturen sind mechanisch ausgeführt. Die Orgel weist folgende Disposition auf:
| I Rückpositiv C–f3 |              |
| Gedackt            | 8′           |
| Prinzipal          | 4′           |
| Rohrflöte          | 4′           |
| Oktave             | 2′           |
| Sesquialtera II    | 1 3⁄5′+1 ⁄3′ |
| Scharff IV         | 1′           |

| II Hauptwerk C–f3 |       |
| Prinzipal         | 8′    |
| Rohrflöte         | 8′    |
| Oktave            | 4′    |
| Nachthorn         | 4′    |
| Spitzquinte       | 2 ⁄3′ |
| Blockflöte        | 2′    |
| Mixtur IV         | 1 ⁄3′ |

| Pedal C–f1       |       |
| Subbaß           | 16′   |
| Gemshorn         | 8′    |
| Gedackt          | 4′    |
| Oktav-Cornett II | 4′+2′ |
| Dulcian          | 16′   |

- Koppeln: II/I, I/P, II/P